# Gli Erculoidi
Gli Erculoidi (The Herculoids) è una serie televisiva a cartoni animati prodotta da Hanna-Barbera e creata graficamente da Alex Toth per la CBS.

## Produzione e trasmissione
La prima serie è composta da 36 episodi realizzati nel 1967, a cui seguirono 11 nuovi episodi del 1981, all'interno del contenitore Space Stars Show, assieme alle storie di Space Ghost in cui fanno brevi apparizioni. Space Ghost appare anche nell'episodio n. 3 degli Erculoidi intitolato Gli invisibili.

## Trama
Gli Erculoidi combattono per difendere il loro pianeta Amzot (poi rinominato Quasar) da minacce provenienti dallo spazio. La famiglia di Zandor, Tara e Dorno è affiancata da creature speciali con cui comunicano ed interagiscono in un costante lavoro di squadra. Il loro aspetto primitivo si contrappone a quello degli alieni invasori dotati di moderne tecnologie.

## Personaggi

### Gli umanoidi
- Zandor (ha l'aspetto di un barbaro dai capelli rossi, armato di fionda)
- Tara (la moglie bionda e bellissima di Zandor)
- Dorno (il figlio adolescente)

### Le creature
- Zok (un drago che lancia raggi laser dagli occhi e dalla coda)
- Igoo (un gigantesco gorilla di roccia)
- Thundro (incrocio tra un rinoceronte e un triceratopo, spara pietre esplosive da uno dei suoi corni ed ha 10 gambe estensibili)
- Gloop & Gleep (protoplasmi che possono assumere qualunque forma, assomigliano ad un'altra creatura di Hanna & Barbera: L'impareggiabile Lady Gomma)

## Episodi

### Prima stagione
| Nº | Titolo originale              | Titolo italiano               | Prima TV USA      | Prima TV Italia  |
| -- | ----------------------------- | ----------------------------- | ----------------- | ---------------- |
| 1  | The Pirates                   | I pirati                      | 9 settembre 1967  | 4 novembre 1979  |
| 1  | Sarko the Arkman              | L'arca di Sarko               | 9 settembre 1967  | 4 novembre 1979  |
| 2  | The Pod Creatures             | Gli uomini e la capsula       | 16 settembre 1967 | 6 novembre 1979  |
| 2  | Mekkor                        | Gli uomini robot              | 16 settembre 1967 | 6 novembre 1979  |
| 3  | The Beaked People             | Gli uomini pappagallo         | 23 settembre 1967 | 8 novembre 1979  |
| 3  | The Raiders                   | Gli invasori                  | 23 settembre 1967 | 8 novembre 1979  |
| 4  | The Mole Men                  | Gli uomini talpa              | 30 settembre 1967 | 10 novembre 1979 |
| 4  | The Lost Dorgyte              | Dorgite rapito                | 30 settembre 1967 | 10 novembre 1979 |
| 5  | The Spider Man                | L'uomo ragno                  | 7 ottobre 1967    | 12 novembre 1979 |
| 5  | The Android People            |                               | 7 ottobre 1967    | 12 novembre 1979 |
| 6  | Defeat of Ogron               |                               | 14 ottobre 1967   | 14 novembre 1979 |
| 6  | Prisoners of the Bubblemen    |                               | 14 ottobre 1967   | 14 novembre 1979 |
| 7  | Mekkano, the Machine Master   | Mekkano                       | 21 ottobre 1967   | 16 novembre 1979 |
| 7  | Tiny World of Terror          | Il piccolo mondo del terrore  | 21 ottobre 1967   | 16 novembre 1979 |
| 8  | The Gladiators of Kyanite     | I gladiatori di Kyanite       | 28 ottobre 1967   | 18 novembre 1979 |
| 8  | Temple of Trax                | Il tempio di Trax             | 28 ottobre 1967   | 18 novembre 1979 |
| 9  | The Time Creatures            | Gli uomini tempo              | 4 novembre 1967   | 20 novembre 1979 |
| 9  | The Raider Apes               | I cavalieri                   | 4 novembre 1967   | 20 novembre 1979 |
| 10 | The Zorbots                   | Gli Zorbot                    | 11 novembre 1967  | 22 novembre 1979 |
| 10 | Invasion of the Electrode Men | L'invasione degli elettroidi  | 11 novembre 1967  | 22 novembre 1979 |
| 11 | Destroyer Ants                | Le formiche distruttrici      | 18 novembre 1967  | 24 novembre 1979 |
| 11 | Swamp Monster                 | Il mostro della palude        | 18 novembre 1967  | 24 novembre 1979 |
| 12 | Mission of the Amatons        | La missione                   | 25 novembre 1967  | 26 novembre 1979 |
| 12 | Queen Skorra                  | La regina Skorra              | 25 novembre 1967  | 26 novembre 1979 |
| 13 | Laser Lancers                 | I lancieri laser              | 2 dicembre 1967   | 28 novembre 1979 |
| 13 | Attack of the Faceless People | Gli uomini senza volto        | 2 dicembre 1967   | 28 novembre 1979 |
| 14 | The Mutoids                   | I Mutanti                     | 9 dicembre 1967   | 30 novembre 1979 |
| 14 | The Crystallites              | Gli alieni di cristallo       | 9 dicembre 1967   | 30 novembre 1979 |
| 15 | Return of Sta-Lak             | Il ritorno di Sta-Lak         | 16 dicembre 1967  | 2 dicembre 1979  |
| 15 | Revenge of the Pirates        | La vendetta dei pirati        | 16 dicembre 1967  | 2 dicembre 1979  |
| 16 | Ruler of the Reptons          | Il sovrano di Repton          | 23 dicembre 1967  | 4 dicembre 1979  |
| 16 | The Antidote                  | L'antidoto                    | 23 dicembre 1967  | 4 dicembre 1979  |
| 17 | Attack from Space             | Attacco dallo spazio          | 30 dicembre 1967  | 8 dicembre 1979  |
| 17 | The Return of Torrak          | Il ritorno di Torrak          | 30 dicembre 1967  | 8 dicembre 1979  |
| 18 | The Island of the Gravites    | L'isola dei Graviti           | 6 gennaio 1968    | 6 dicembre 1979  |
| 18 | Malak and the Metal Apes      | Malak e le scimmie di metallo | 6 gennaio 1968    | 6 dicembre 1979  |

### Seconda stagione
| Nº | Titolo originale       | Titolo italiano               | Prima TV USA      | Prima TV Italia |
| -- | ---------------------- | ----------------------------- | ----------------- | --------------- |
| 1  | The Ice Monster        | Il mostro di ghiaccio         | 12 settembre 1981 | 2 giugno 1984   |
| 2  | The Purple Menace      | La minaccia purpurea          | 19 settembre 1981 | 12 maggio 1984  |
| 3  | The Firebird           | L'uccello di fuoco            | 26 settembre 1981 | 28 aprile 1984  |
| 4  | The Energy Creature    | Una strana creatura           | 3 ottobre 1981    | 5 maggio 1984   |
| 5  | The Snake Riders       | Gli Erculoidi e i Serpentoidi | 10 ottobre 1981   | 28 aprile 1984  |
| 6  | The Buccaneer          | Il bucaniere                  | 17 ottobre 1981   | 12 maggio 1984  |
| 7  | The Thunderbolt        | Il meteorite                  | 24 ottobre 1981   | 19 maggio 1984  |
| 8  | Return of the Ancients | Il ritorno degli antenati     | 31 ottobre 1981   | 19 maggio 1984  |
| 9  | Space Trappers         | Cacciatori dello spazio       | 7 novembre 1981   | 26 maggio 1984  |
| 10 | The Invisibles         | Gli invisibili                | 14 novembre 1981  | 5 maggio 1984   |
| 11 | Mindbender             | Il telepatico                 | 21 novembre 1981  | 26 maggio 1984  |

## Doppiaggio
| Personaggio | Doppiatore originale                         | Doppiatore italiano                                 |
| ----------- | -------------------------------------------- | --------------------------------------------------- |
| Tara        | Ginny Tyler                                  | Serena Spaziani                                     |
| Dorno       | Ted Eccles (1ª voce) Sparky Marcus (2ª voce) | Massimo Corizza (1ª voce) Fabio Boccanera (2ª voce) |
| Zandor      | Don Messick                                  | Diego Reggente                                      |
| Space Ghost | Gary Owens                                   | Marcello Prando                                     |